# 南庄 (福岡市)
南庄（みなみしょう）は、福岡県福岡市早良区の町名。現行行政地名は、南庄一丁目から六丁目まで。面積は715,840平方メートル (71.58 ha)。2022年9月末現在の人口は10,849人。郵便番号は814-0031。

## 地理

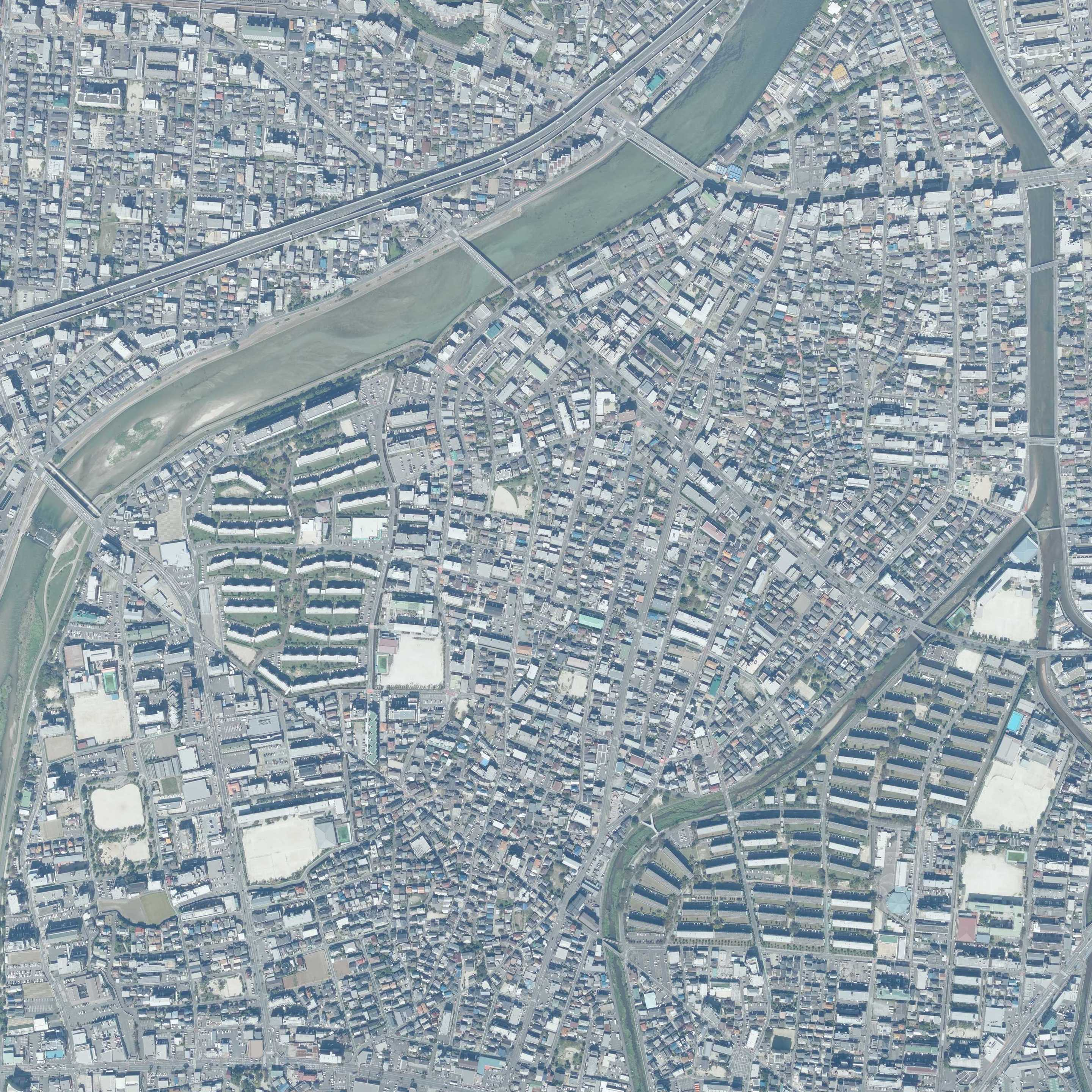
土地利用の状況

福岡市の「都心部」の「都心核」の一つとされる中央区天神地区の西南西約6キロメートル、早良区の北部、室見川と金屑川等に挟まれた範囲に位置する。北東で室見と、南東で金屑川を介して原団地と、南西で小田部と、北西で室見川を介して愛宕、愛宕南及び福重と隣接する。金屑川を挟む原団地とはしおみ橋（鳥飼姪の浜線）、西の庄橋、徳摩橋（原団地667号線）、桜花橋、大原橋（原南庄線）で結ばれ、室見川をはさむ愛宕とは室見川筑肥橋（鳥飼姪の浜線）で、愛宕南とは室見新橋（姪浜小田部線）で結ばれている。町域内は主に住宅地として利用されるが、スーパーマーケットや小規模な店舗等が立地している。

### 河川
町域に流れる河川は次の通り。すべて室見川水系の二級河川である。
- 室見川
- 金屑川

河川の写真
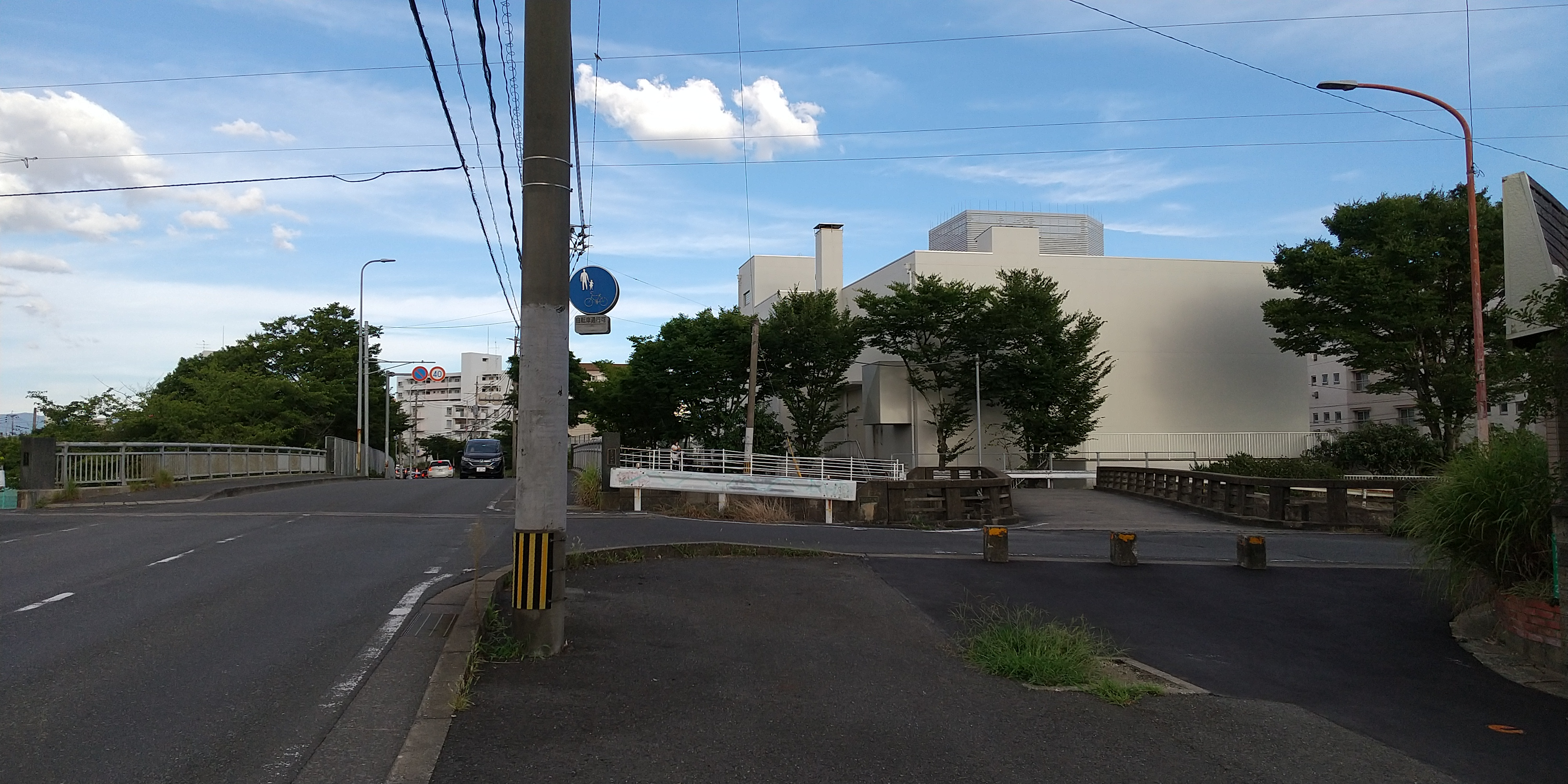
金屑川上のしおみ橋（左）及び西ノ庄橋（右）
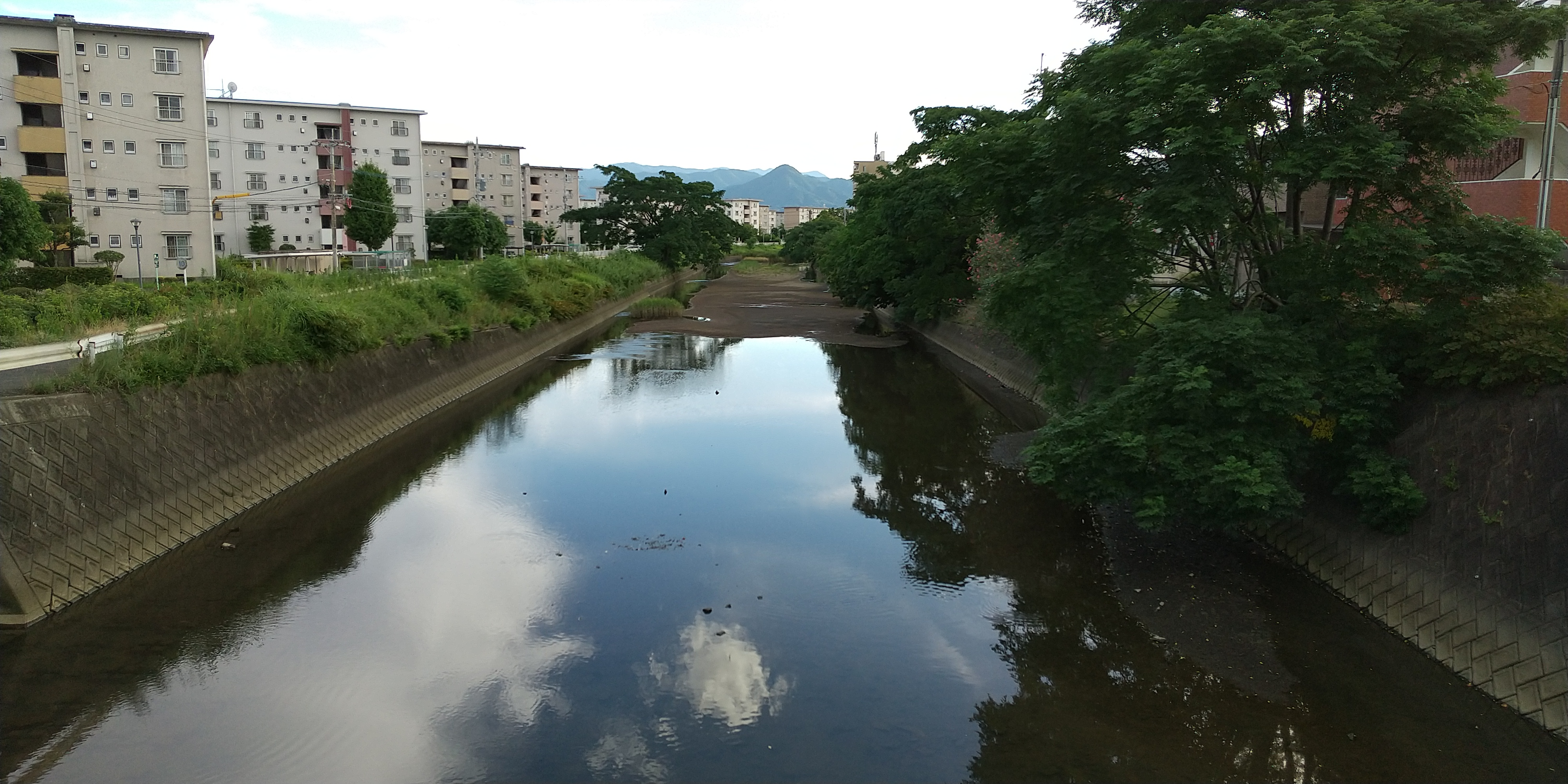
金屑川（西ノ庄橋の上流側、左：原団地、右：南庄）

### 都市計画
都市計画に関しては、「福岡市都市計画マスタープラン」において定められた方針については次のとおりである。幹線道路である鳥飼姪の浜線の沿道は、商業、業務、サービス施設や中高層住宅などが連続した「都市軸」や「沿道軸」に位置付けられている。室見川や金屑川の河川沿いが散策・憩いの場となるとともに、緑と広がりのある景観が連続したゆとりと潤いのある水辺空間として「河川緑地軸」に位置付けられている。土地利用については、南庄の西側（室見川沿い）は、大規模な住宅団地などの中層住宅や高層住宅で形成される住宅地で、良好な住環境の保全・形成、老朽化に対する適切な対応などをまちづくりの視点とする「中高層住宅ゾーン」に位置付けられ、東側（金屑川沿い）は、戸建住宅など低層住宅が大部分を占めるが、一部中層住宅などが立地する住宅地で、良好な住環境の保全・形成、狭隘道路の改善などをまちづくりの視点とする「低中層住宅ゾーン」とに位置付けられている。用途地域は、鳥飼姪の浜線の道路中心線から概ね50メートルの範囲が第一種住居地域に、室見有田線、姪浜小田部線及び南庄小田部線（西側約0.5km）の道路境界線から両側概ね30メートルの範囲が第二種中高層住居専用地域に、これら以外の範囲が第一種中高層住居専用地域に指定されている。また、南庄四丁目の一部において、建築協定の区域として「南庄4丁目建築協定」が定められ、住宅地としての環境を高度に維持促進することを目的として協定が締結されており、通常の用途地域の規制に加えて、さらに建築物の高さ、床面積の最低限度等に関する制限が加えられている。

## 語源
地名「南庄」のもとは西区庄の一部であり、「庄」の由来はこの地で塩を焼いたことによるという。

## 人口
南庄一丁目から六丁目までを合わせた人口の推移を福岡市の住民基本台帳（公称町別）に基づき示す（単位：人）。集計時点は各年9月末現在である。
- 2001年（平成13年）：10,236
- 2002年（平成14年）：10,377
- 2003年（平成15年）：10,331
- 2004年（平成16年）：10,403
- 2005年（平成17年）：10,401
- 2006年（平成18年）：10,703
- 2007年（平成19年）：10,730
- 2008年（平成20年）：10,660
- 2009年（平成21年）：10,600
- 2010年（平成22年）：10,534
- 2011年（平成23年）：10,579
- 2012年（平成24年）：10,715
- 2013年（平成25年）：10,705
- 2014年（平成26年）：10,718
- 2015年（平成27年）：10,734
- 2016年（平成28年）：10,701
- 2017年（平成29年）：10,830
- 2018年（平成30年）：10,877
- 2019年（令和元年）：10,862
- 2020年（令和2年）：10,899
- 2021年（令和3年）：10,842
- 2022年（令和4年）：10,849

## 交通

### 鉄道
町域内には地下鉄は通っていない。最寄りの鉄道駅は福岡市交通局が運営する福岡市地下鉄空港線の次の駅である。
- 藤崎駅（道程で約1.2から1.9キロメートル）
- 室見駅（道程で約0.4から1.2キロメートル）
- 姪浜駅（道程で約1.2から2.4キロメートル）

### バス
バスについては、西日本鉄道株式会社が運営するバスが運行しており、次の停留所がある。
- 室見三丁目
- 室見五丁目
- 南庄
- 南庄二丁目
- 南庄三丁目
- 室見団地
- 室見団地西口

### 道路
町域内の主な幹線道路は次の通り。
- 鳥飼姪の浜線[注釈 3]
- 姪浜小田部線
- 室見有田線
- 原南庄線
- 南庄小田部線

道路の写真
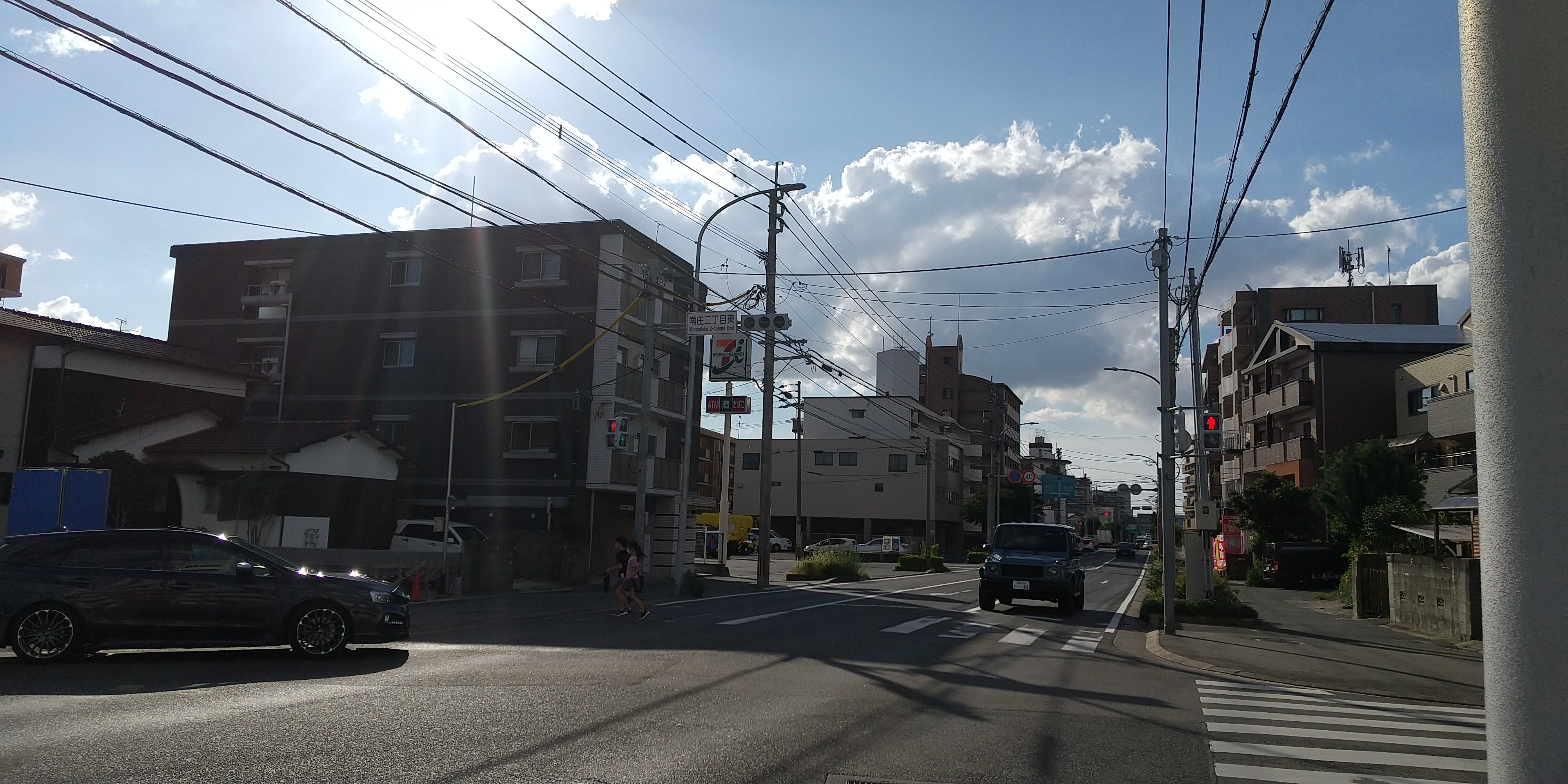
鳥飼姪の浜線（南庄二丁目東交差点付近、左：南庄、右：室見）
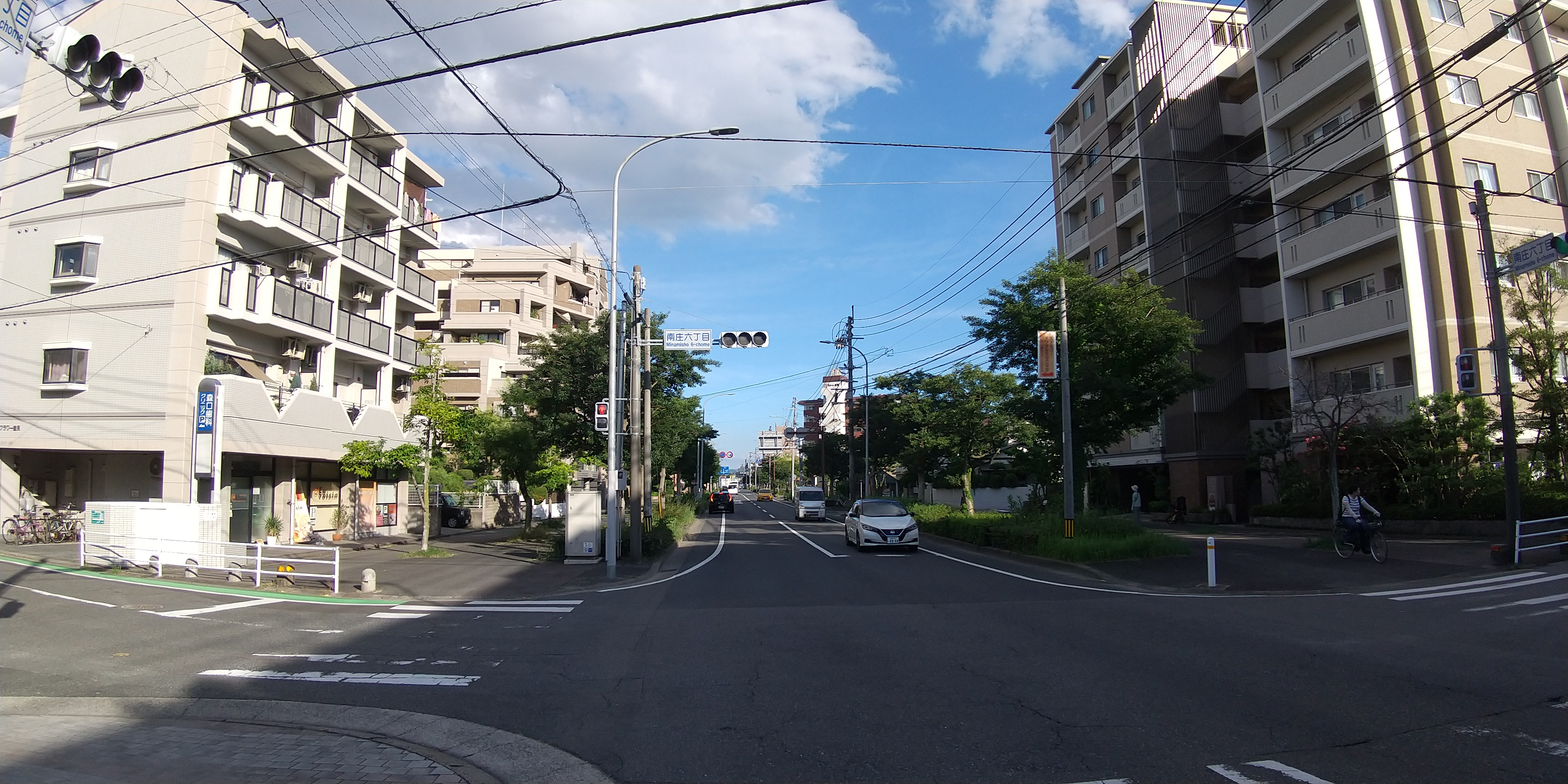
鳥飼姪の浜線（南庄六丁目交差点付近、左：室見、右：南庄）
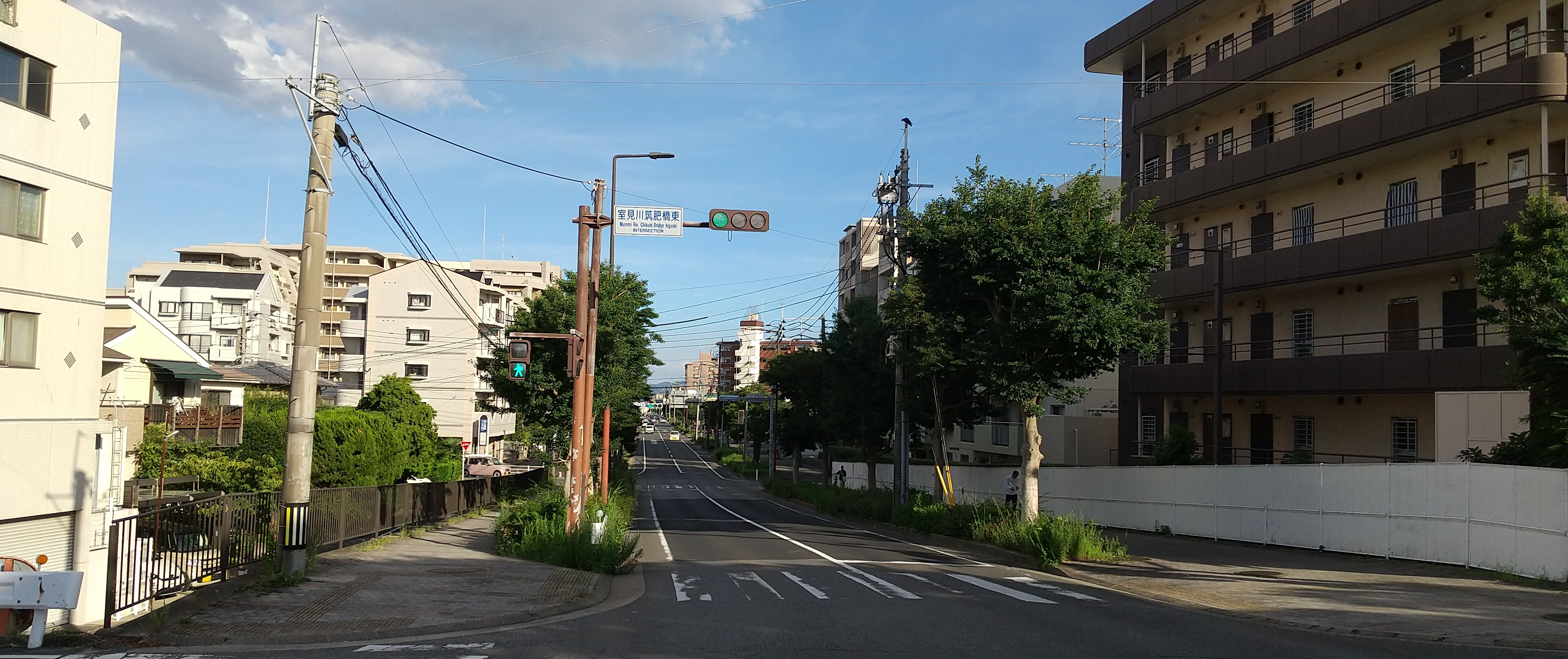
鳥飼姪の浜線（室見川筑肥橋東交差点付近、左：室見、右：南庄）
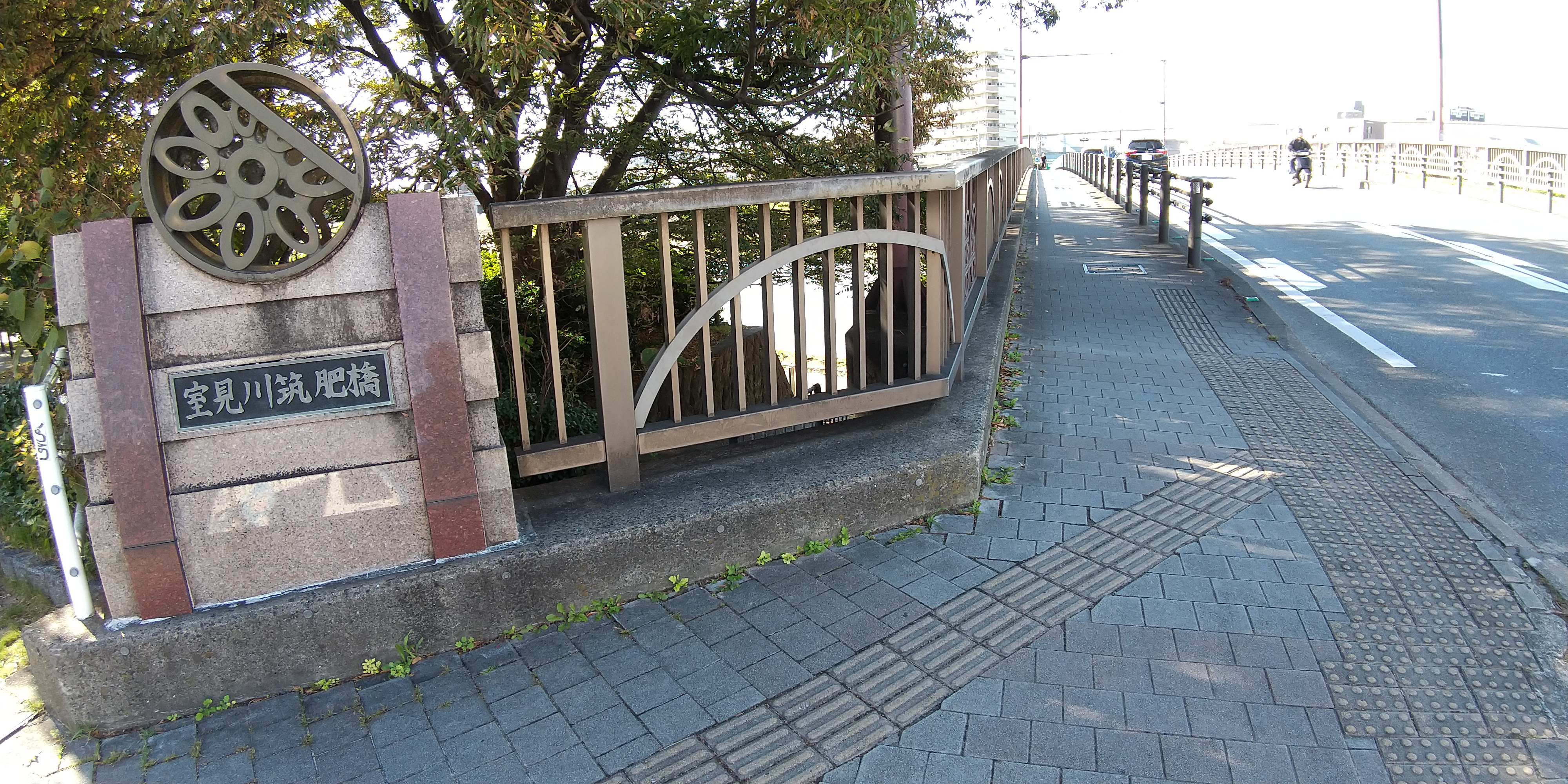
室見川筑肥橋（鳥飼姪の浜線、鉄道廃線跡の道路橋）
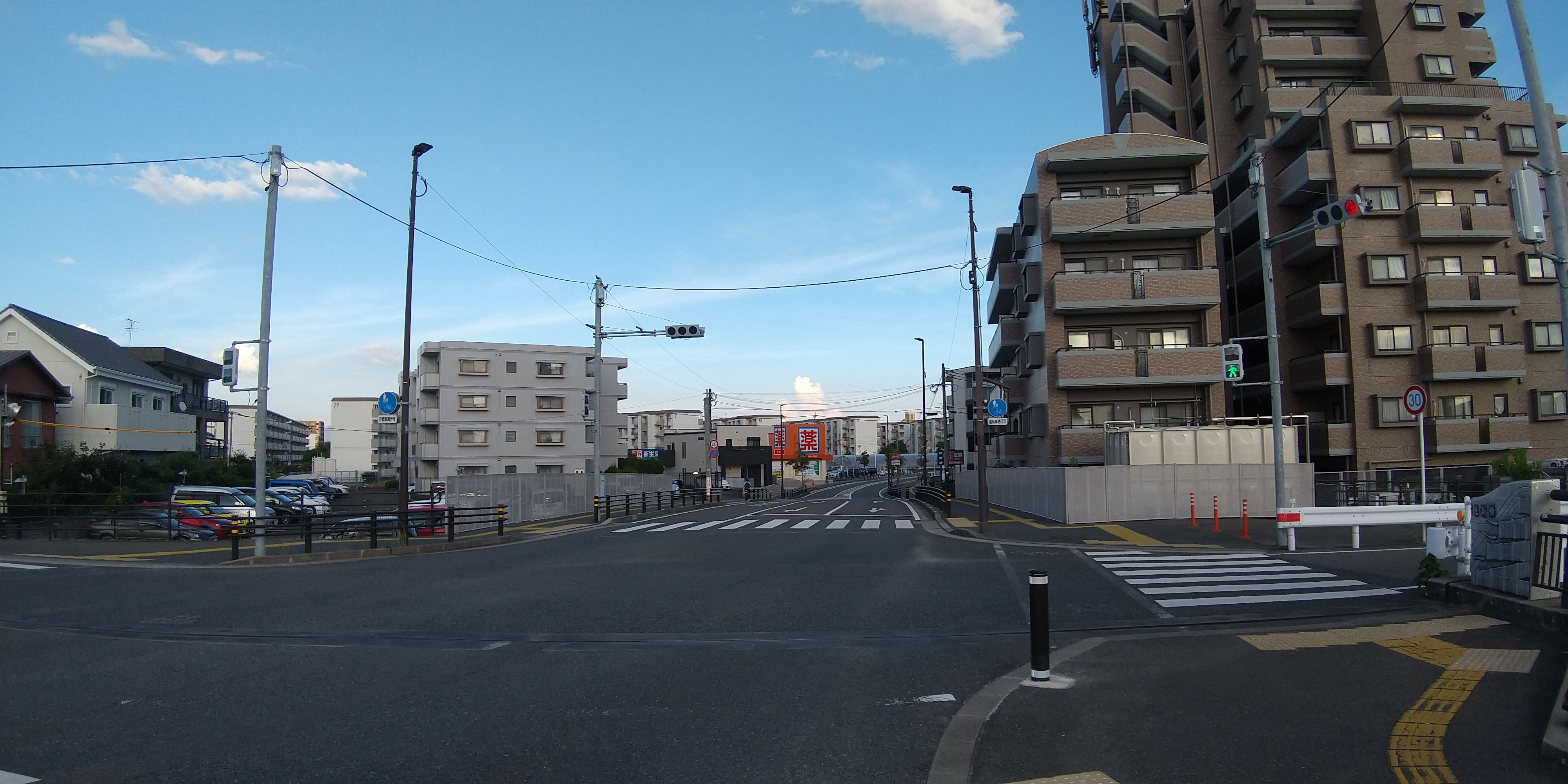
姪浜小田部線（室見新橋付近、南庄）
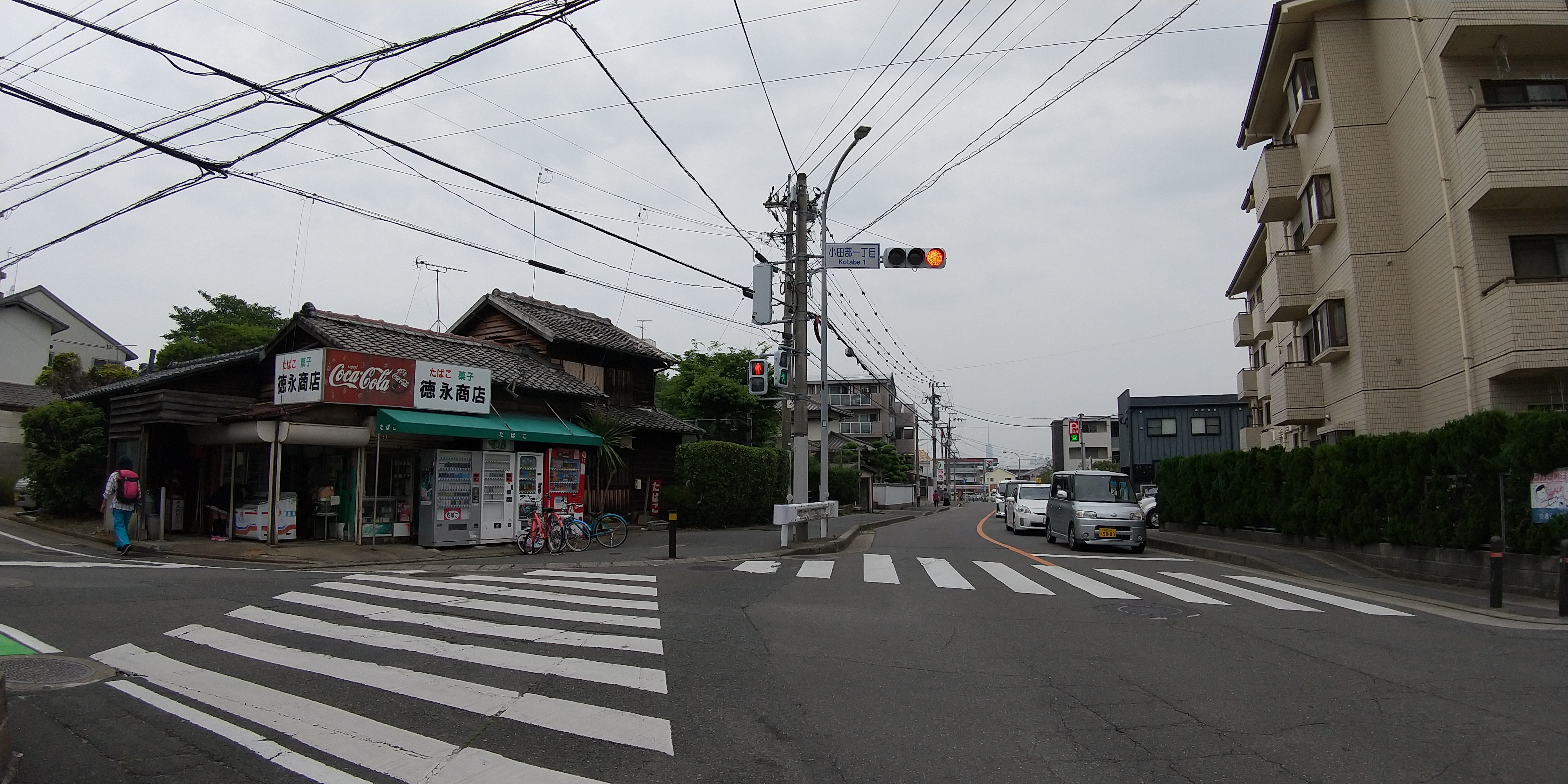
原南庄線（小田部一丁目交差点付近）
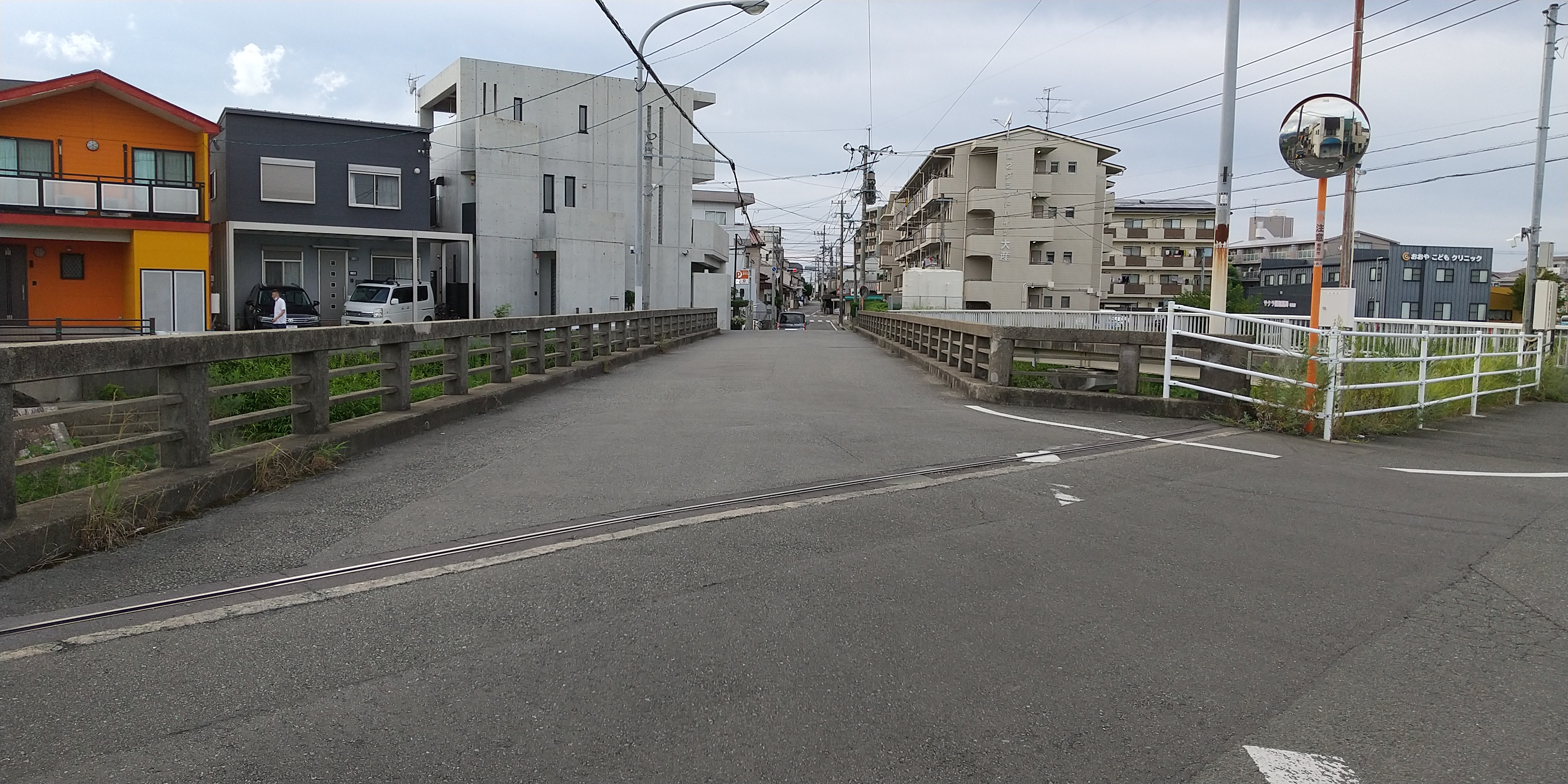
原南庄線（大原橋付近、左：小田部、右：南庄）

## 施設

### 公共・公益施設
- 原北公民館[注釈 4]
- 福岡南庄郵便局[注釈 5]
- 福岡市農業協同組合室見支店[注釈 6]
- 早良消防署室見出張所[注釈 7]
- 福岡市室見ポンプ場[注釈 8]

公共・公益施設の写真
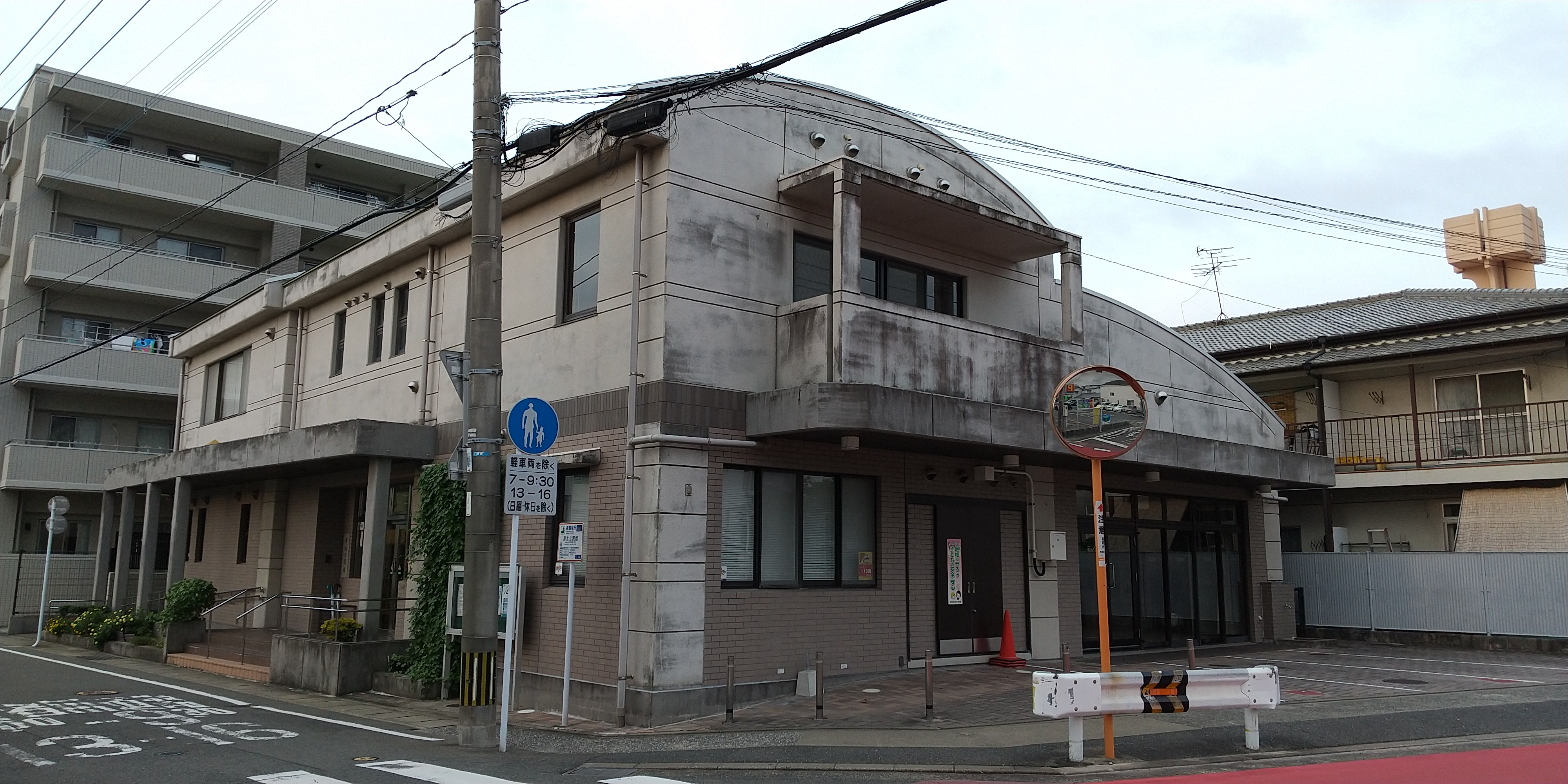
原北公民館
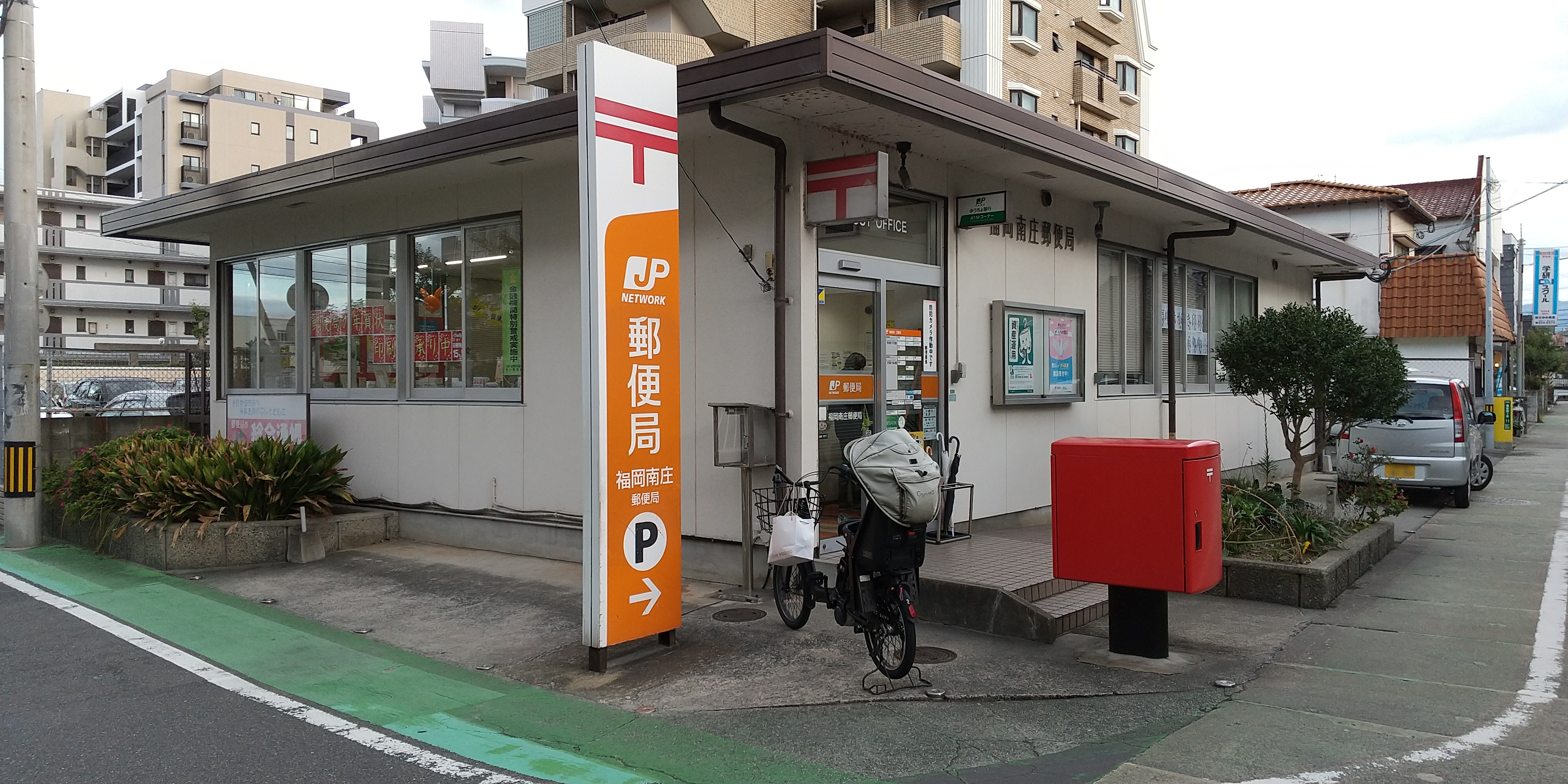
福岡南庄郵便局
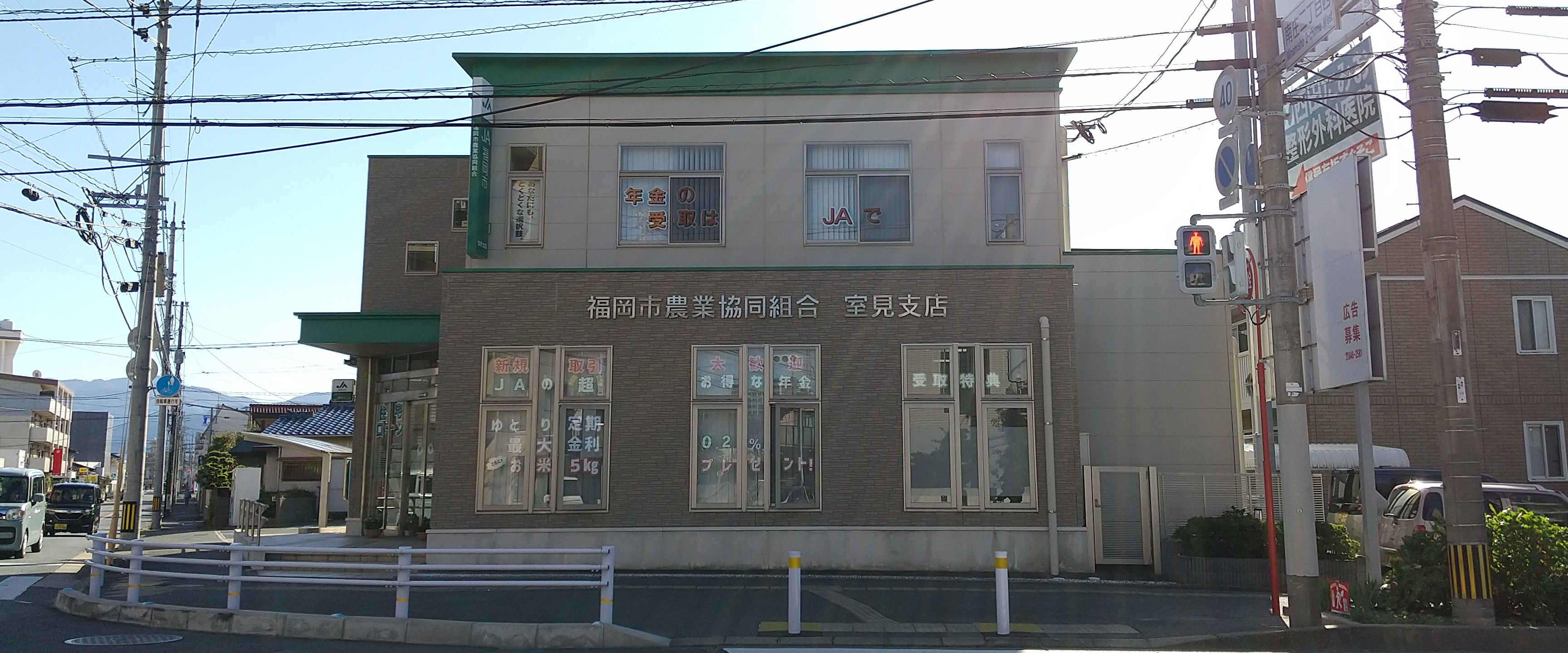
福岡市農業協同組合室見支店
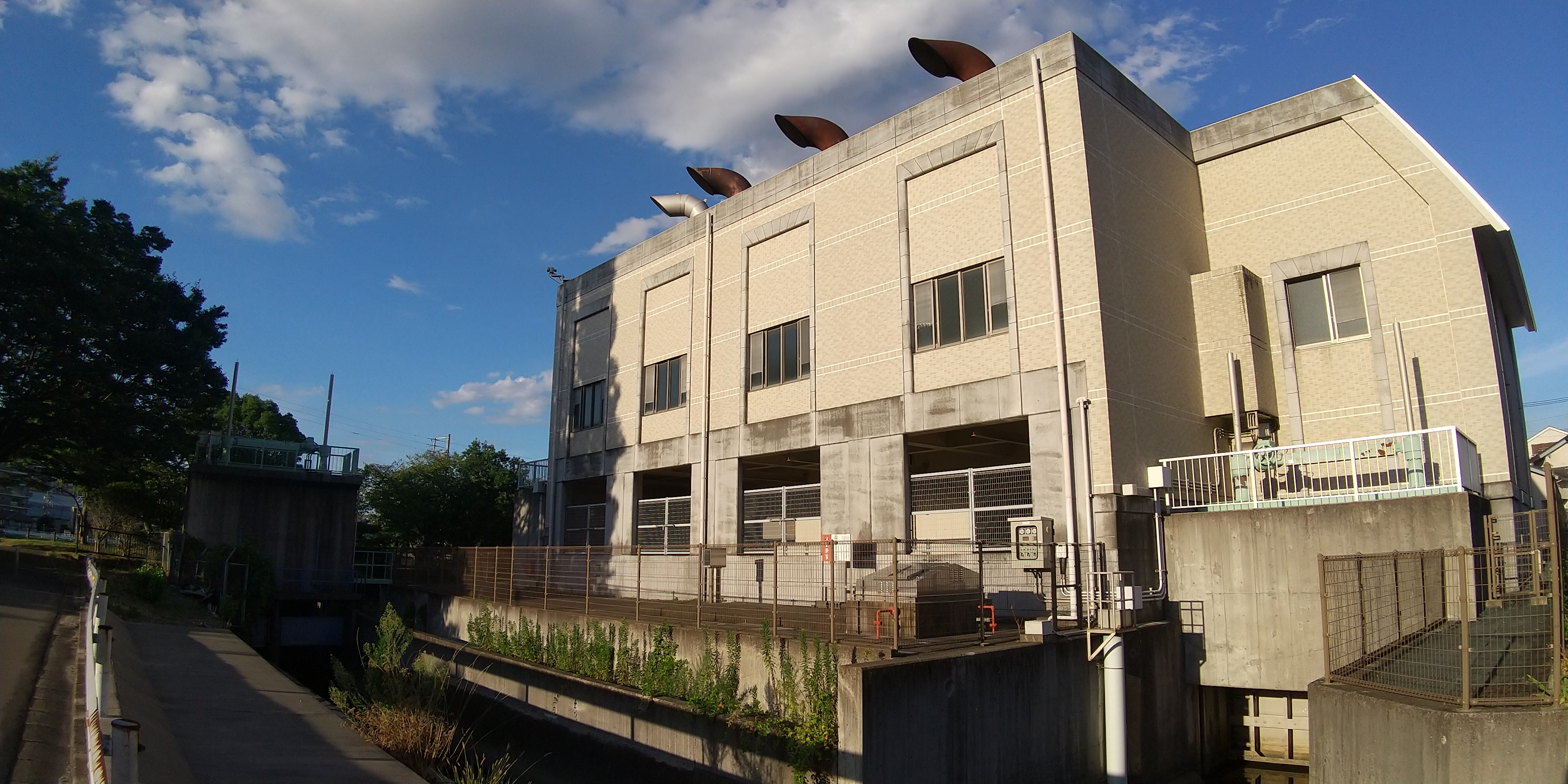
福岡市室見ポンプ場

### 公園・緑地

公園・緑地の写真
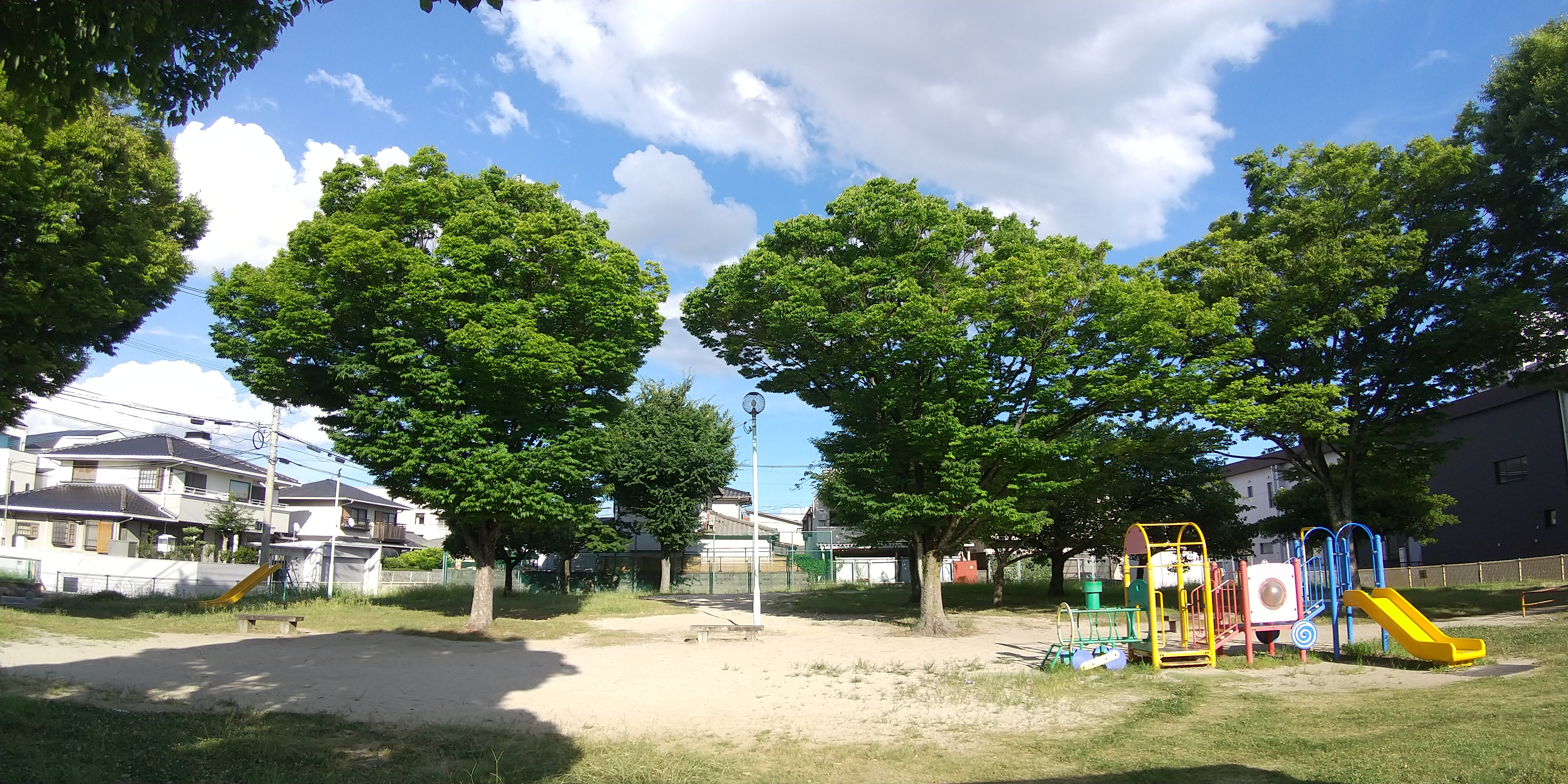
南庄東公園[注釈 9]
- 南庄中公園[注釈 10]
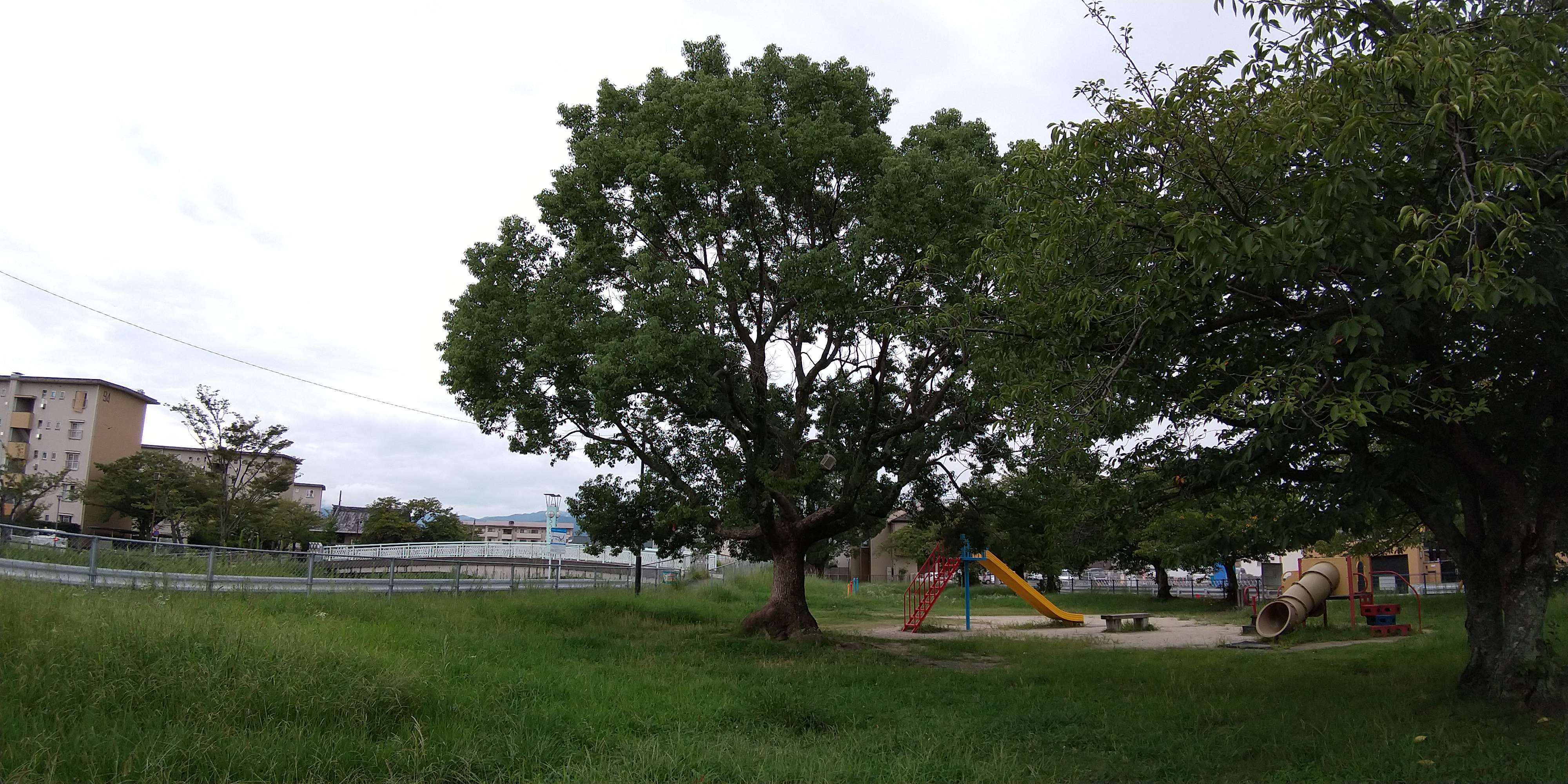
金屑川公園[注釈 11]
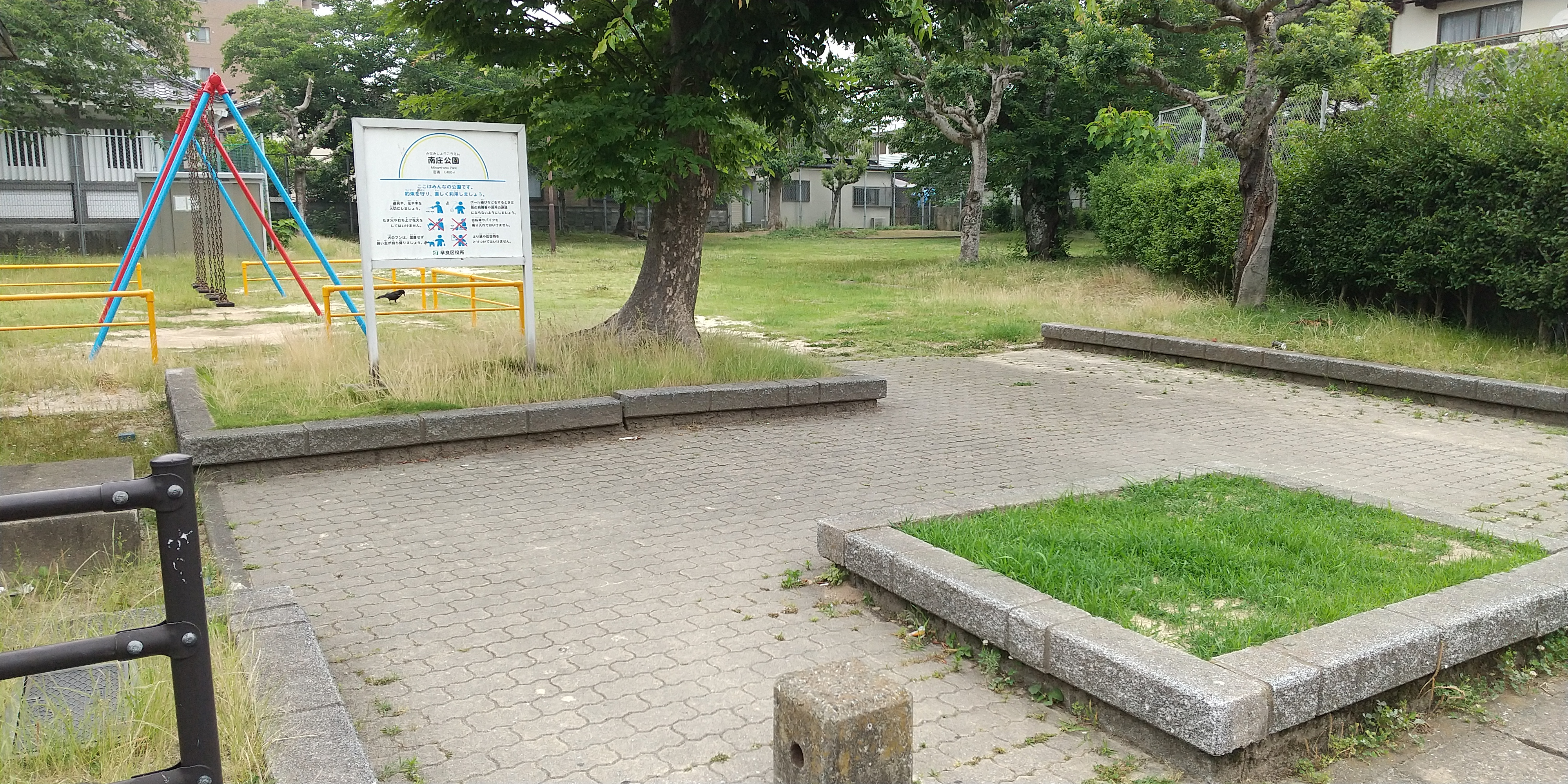
南庄公園[注釈 12]
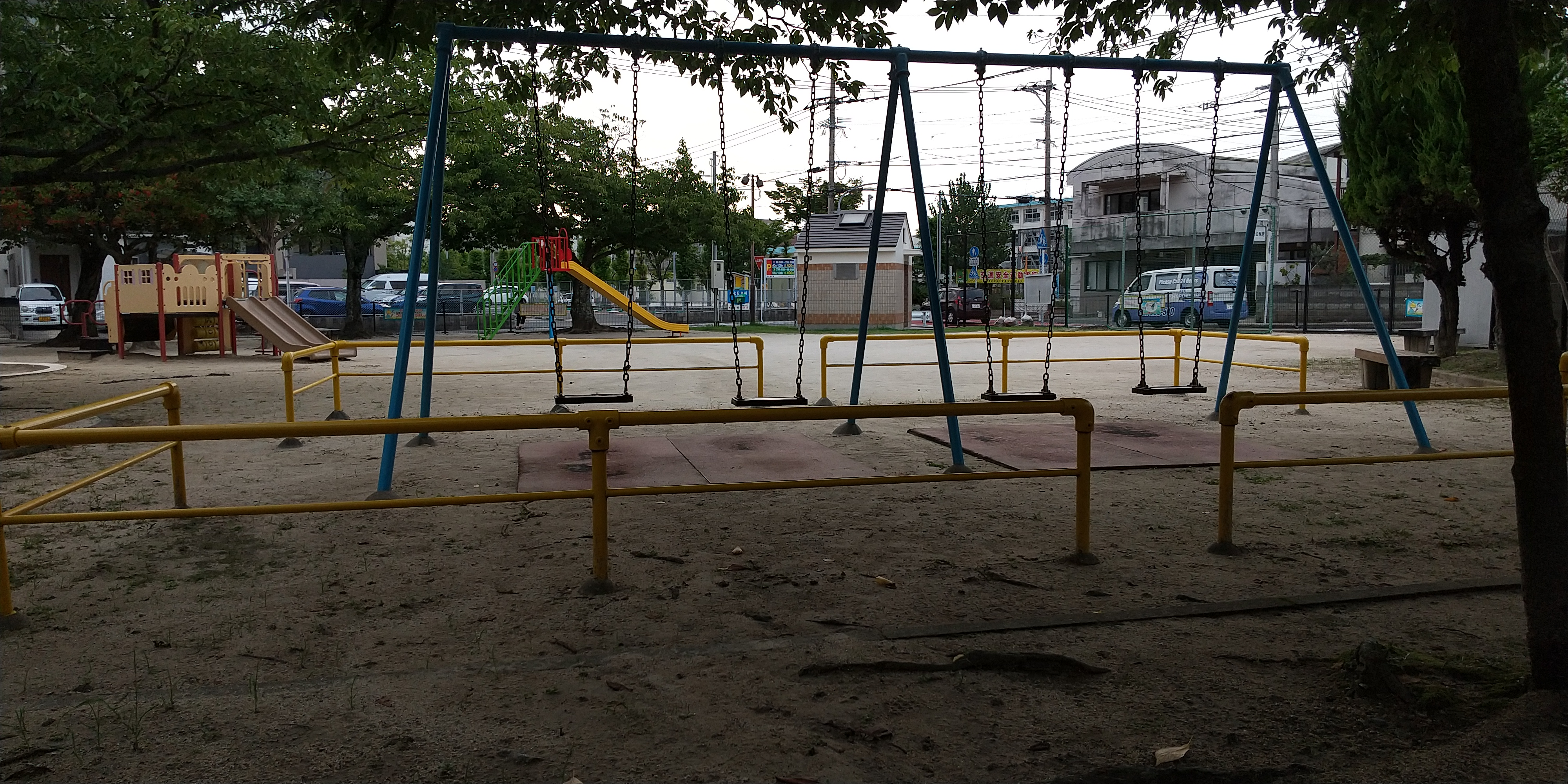
南庄西公園[注釈 13]
- 大原公園[注釈 14]
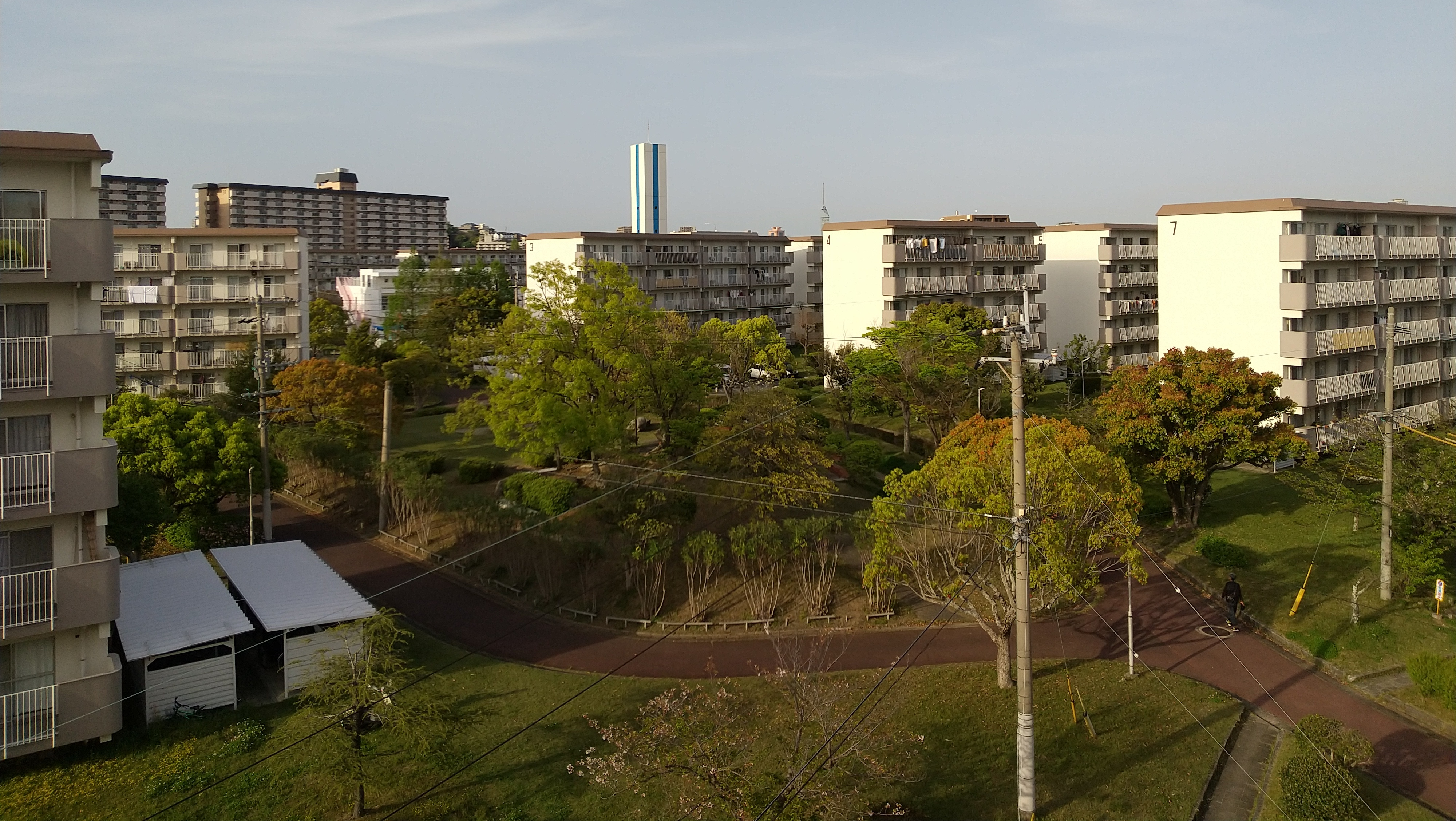
南庄1号公園[注釈 15]
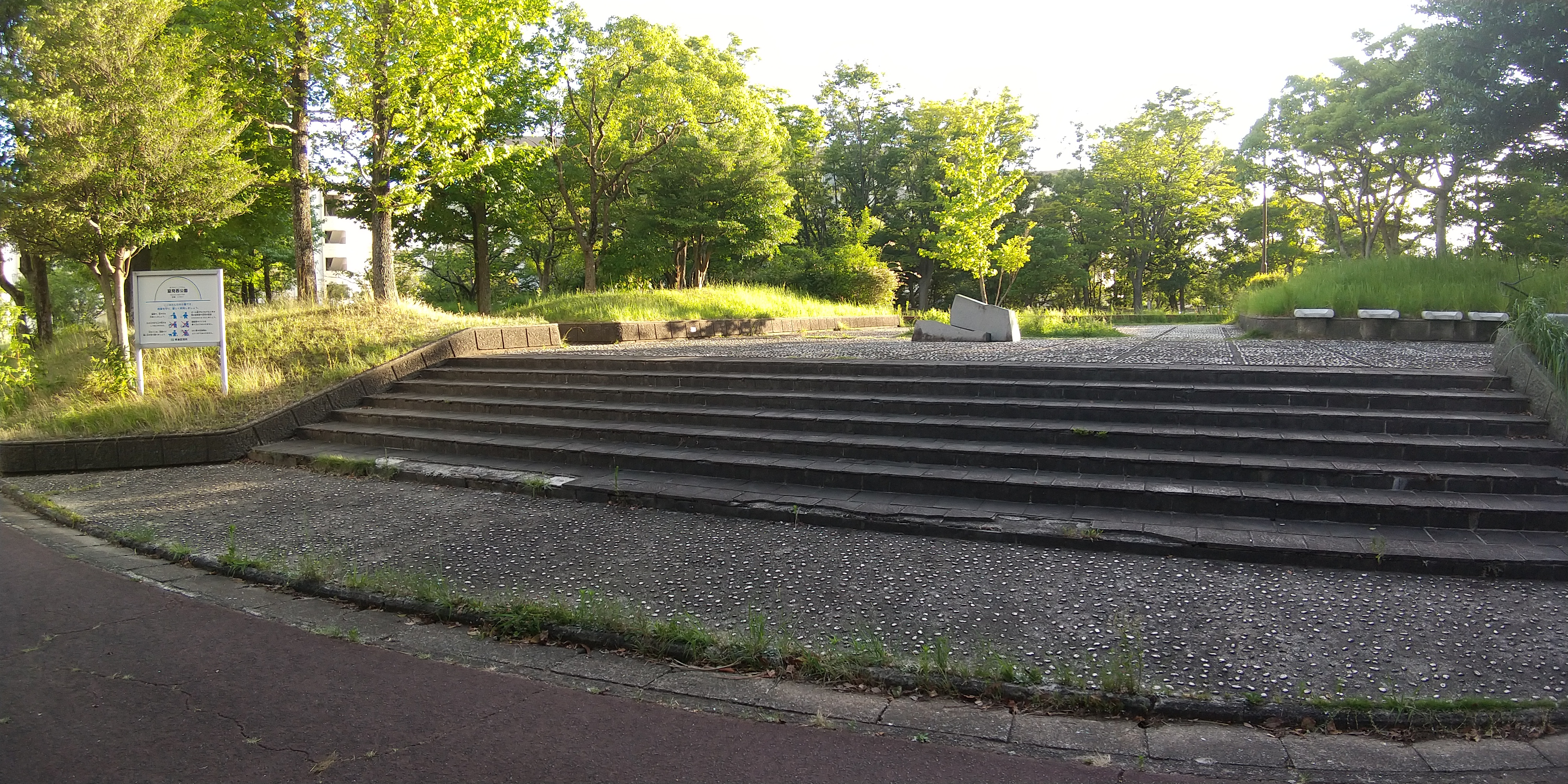
室見南公園[注釈 16]
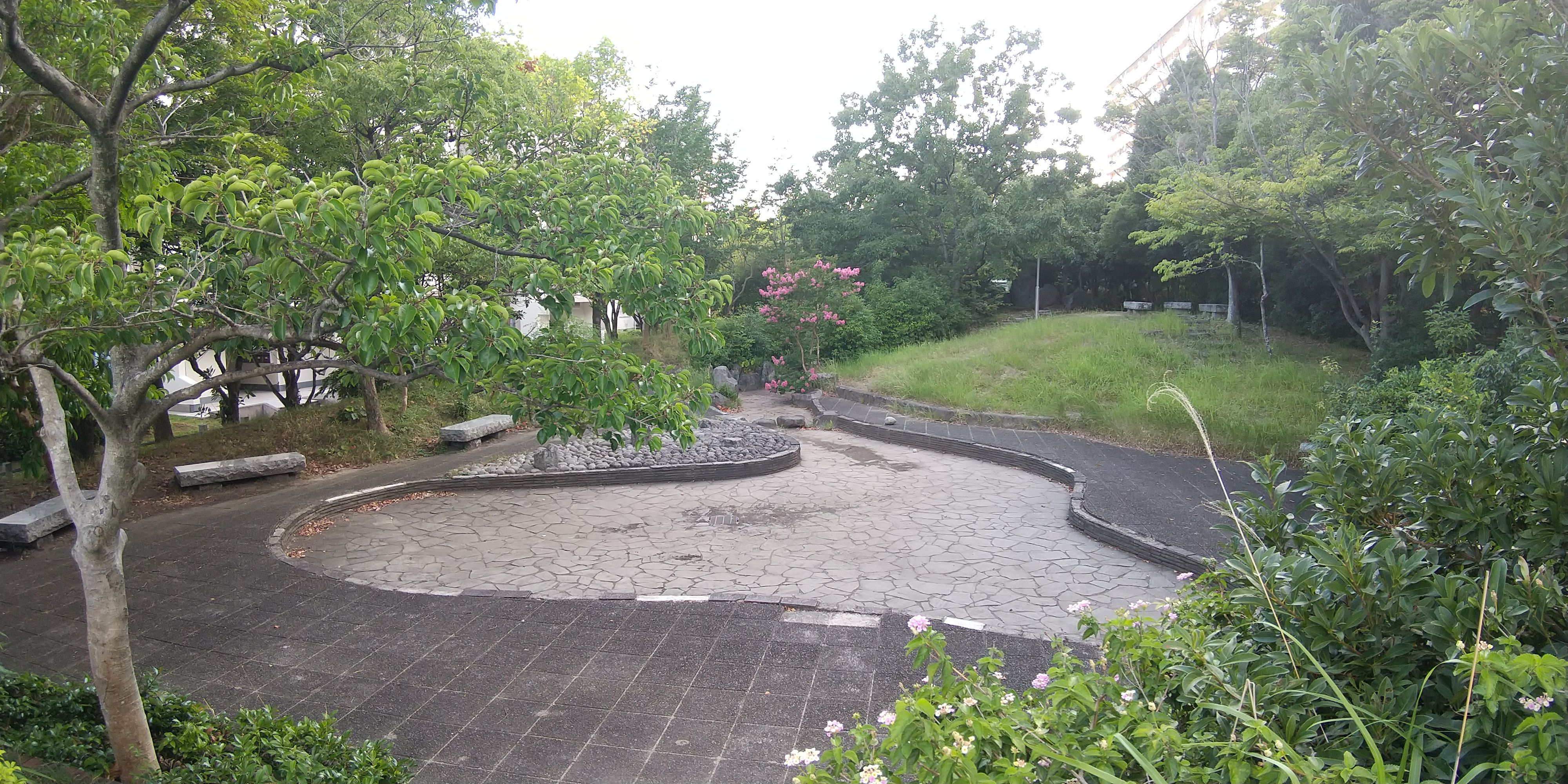
室見西公園[注釈 17]
- 室見東公園[注釈 18]
- 原北公園[注釈 19]

- 公園・緑地の写真
- 南庄中公園
- 金屑川公園
- 南庄公園
- 大原公園
- 室見南公園
- 室見西公園
- 室見東公園

### 学校
幼稚園については次の通り。
- はらきた幼稚園（南庄五丁目3-1）

小学校については次の通り。
- 福岡市立原北小学校（南庄四丁目5-40）

ただし、南庄四丁目13番(室見団地)及び五丁目の校区については、次の学校の校区に属する。
- 福岡市立小田部小学校（小田部六丁目4-1）

中学校については町内には存在しないが、校区については、次の学校の校区に属する。
- 福岡市立原北中学校（小田部七丁目11-1）

学校の写真
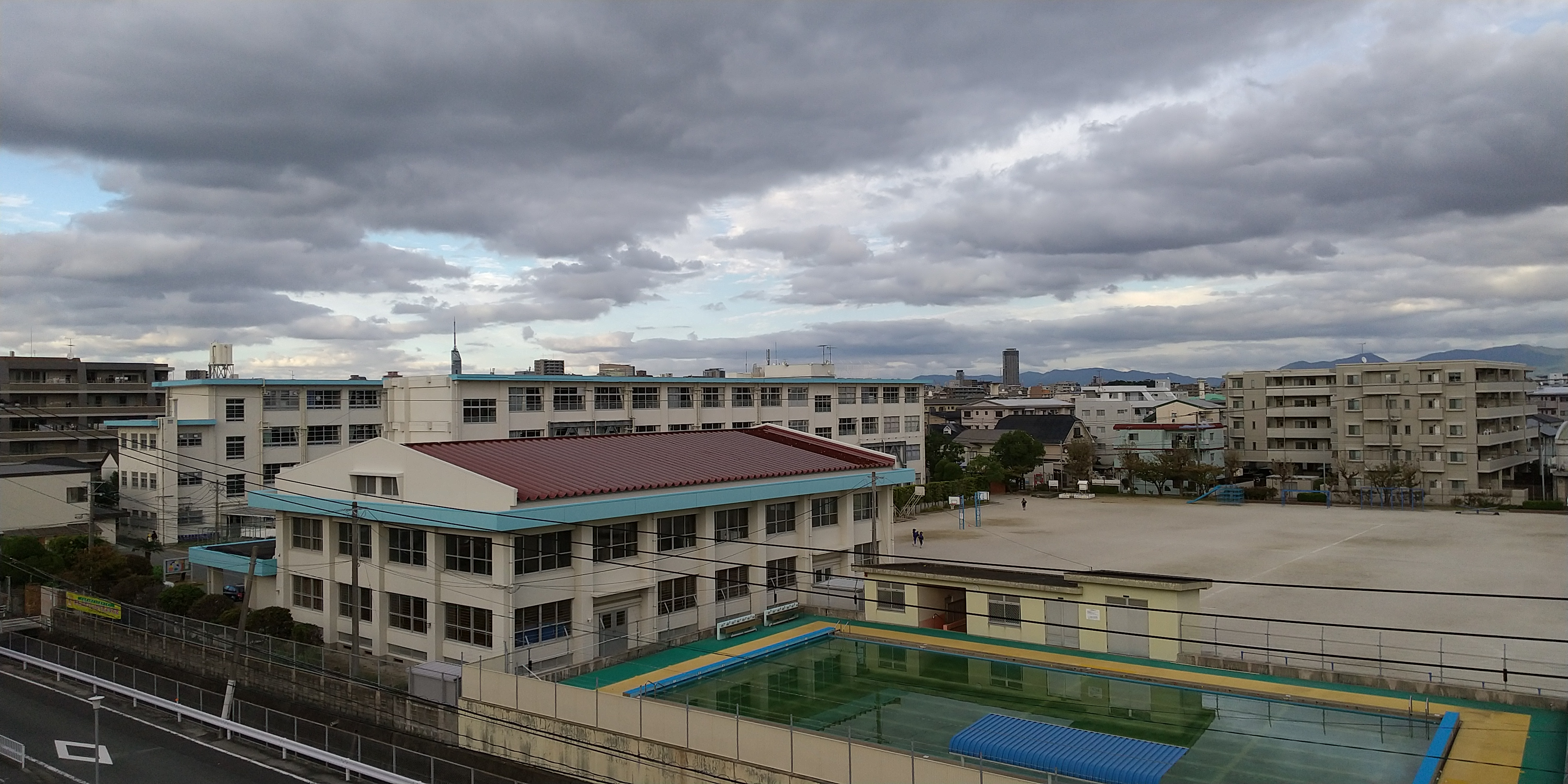
原北小学校

### 住宅
南庄の西側（室見川沿い）は、以下に示す大規模な住宅団地などの中層住宅や高層住宅で形成される住宅地であり、東側（金屑川沿い）は、戸建住宅など低層住宅が大部分を占めるが、一部中層住宅などが立地する住宅地である。
- 室見団地（南庄五丁目）

公共・公益施設の写真
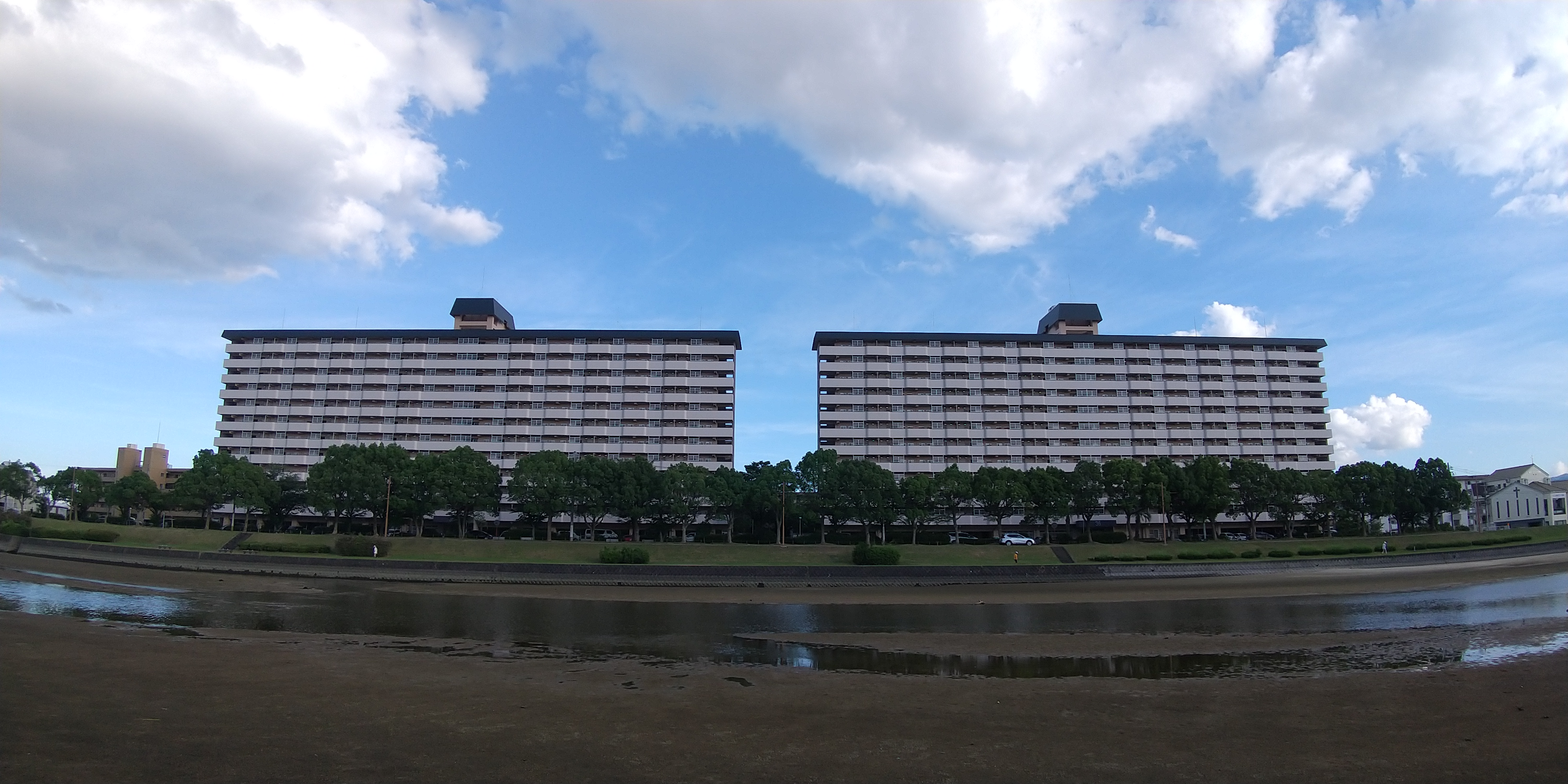
室見団地（35棟及び36棟）